# Sari-Solenzara
Sari-Solenzara (Corsicaans: Sari di Portivechju of Sari è Sulinzara; tot 1985 officieel in het Frans Sari-di-Porto-Vecchio; Italiaans: Sari di Porto Vecchio) is een gemeente in het Franse departement Corse-du-Sud (regio Corsica) en telt 1 102 inwoners (1999). De oppervlakte bedraagt 73,85 km², de bevolkingsdichtheid is 14 inwoners per km². De gemeente telt twee dorpen. Sari is een dorp in de heuvels op 400 meter hoogte. Solenzara ligt aan de kust. Het militair vliegveld met de naam 'Solenzara' ligt ten noorden van de gemeente, in de gemeente Ventiseri.
In het zuidoosten van de gemeente ligt het strand van Canella. Nog verder zuidwaarts, net tegen de grens met buurgemeente Conca, ligt het gehucht Favone.

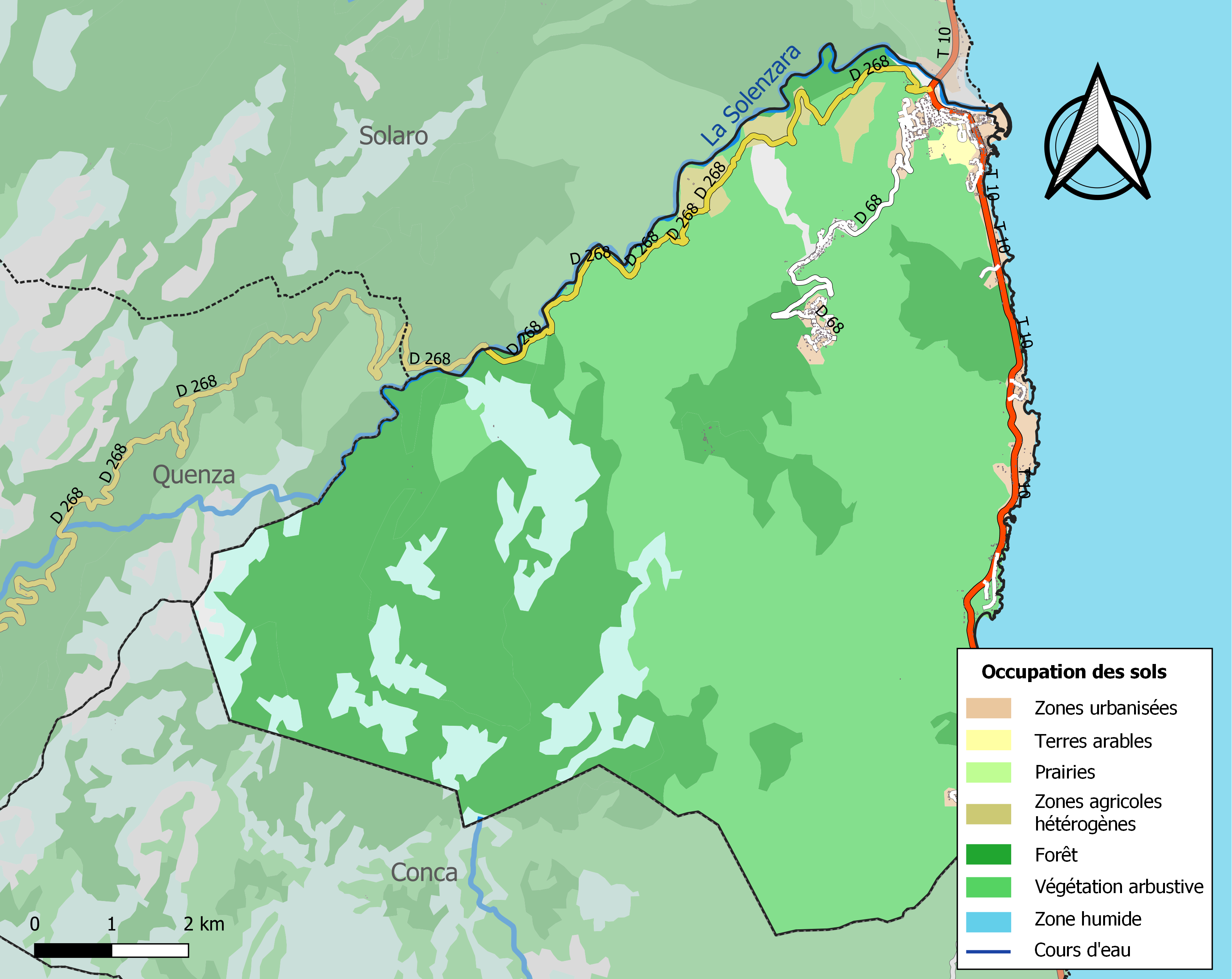
Kaart van de gemeente met de belangrijkste infrastructuur, bodemgebruik en omliggende gemeenten

## Demografie
Onderstaande figuur toont het verloop van het inwonertal.
Vanwege een beveiligingsprobleem met de MediaWiki Graph-software is het momenteel niet mogelijk deze grafiek weer te geven. Zodra de software is bijgewerkt zal de grafiek vanzelf weer zichtbaar worden.